# انتقال مالیاتی
انتقال مالیاتی، جانشین‌کردن مالیاتی، یا مبادله مالیاتی (به انگلیسی:Tax shift or Tax swap) تغییری در مالیات است که در آن یک یا چند مالیات حذف یا کاهش می‌یابد و مالیات‌های دیگر ایجاد یا افزایش پیدا می‌کنند. انتقال مالیات در حالی رخ می‌دهد که درآمد کلی ثابت نگه داشته می‌شود. این اصطلاح می‌تواند به تغییرات دلخواه، مانند مالیات‌های پیگویی (معمولاً مالیات‌های زیست‌محیطی یا …) و نیز تغییرات (درک شده یا واقعی) نامطلوب، مانند تغییر از شرکت‌های چند دولتی به مشاغل کوچک و خانواده‌ها اشاره داشته باشد.
انتقال مالیاتی نوعی پدیده اقتصادی است که در آن مالیات‌دهنده با افزایش قیمت فروش یا کاهش قیمت خرید در طی فرایند مبادله کالا، تعلق واقعی مالیات (بار مالیاتی) را به خریدار یا عرضه‌کننده منتقل می‌کند.

## استفاده‌های دیگر
مبادله مالیات همچنین می‌تواند به فروش اوراق بهاداری که از زمان خرید آن کاهش قیمت داشته‌است و خرید همزمان اوراق بهادار مشابه اما نه یکسان، به منظور تحقق زیان برای مقاصد مالیاتی با حفظ موقعیتی، اشاره داشته باشد.